# Gilli Smyth
Gilli Smyth (1. června 1933 Londýn – 22. srpna 2016) byla britská zpěvačka a básnířka. V roce 1967 založila spolu se zpěvákem a kytaristou Daevidem Allenem rockovou skupinu Gong. Ze skupiny odešla v roce 1973 a nedlouho poté se skupina rozpadla. V následujících letech zpívala v kapele Mother Gong a později v Gongmaison. V roce 1991 byla skupina Gong obnovena, ale Smyth se k ní přidala až v roce 1994. V roce 2001 následoval další rozpad, v letech 2004–2006 opět skupina hrála a od roku 2008 je opět aktivní. V roce 1978 vydala své první sólové album nazvané Mother a zatím poslední Paradise vyšlo v roce 2012.